# وادی الشعبه
وادی الشعبه (به عربی: وادی الشعبة) یک شهرداری در الجزایر است که در استان باتنه واقع شده‌است.